# Guldkorn från Mäster Cees memoarer
Guldkorn från Mäster Cees memoarer är en postumt utgiven samlingsskiva med Cornelis Vreeswijk, innehållande ett urval från cd-boxen Mäster Cees memoarer (1993). Skivan gavs ut 1996 av skivbolaget Metronome.

## Låtlista
1. "Turistens klagan"
2. "Brev från kolonien"
3. "Ångbåtsblues"
4. "Jag hade en gång en båt"
5. "Balladen om Herr Fredrik Åkare och den söta Fröken Cecilia Lind"
6. "Deirdres samba"
7. "Veronica"
8. "Somliga går med trasiga skor"
9. "Felicia - adjö"
10. "Polaren Per är kärlekskrank"
11. "Får jag presentera Fiffiga Nanette?"
12. "Cool Water - på den Gyldene Freden"
13. "Sonja och Siw"
14. "Hönan Agda"
15. "Nudistpolka"
16. "Sjuttonde balladen"
17. "Första vackra dan i maj"
18. "I natt jag drömde något som"
19. "Märk hur vår skugga"
20. "En fattig trubadur"
21. "Sommarkort (En stund på jorden)"